# ベルヴュオフィス名古屋
ベルヴュオフィス名古屋（ベルヴュオフィスなごや）は、愛知県名古屋市中村区の名古屋駅太閤通口近くに所在する超高層建築物である。

## 概要

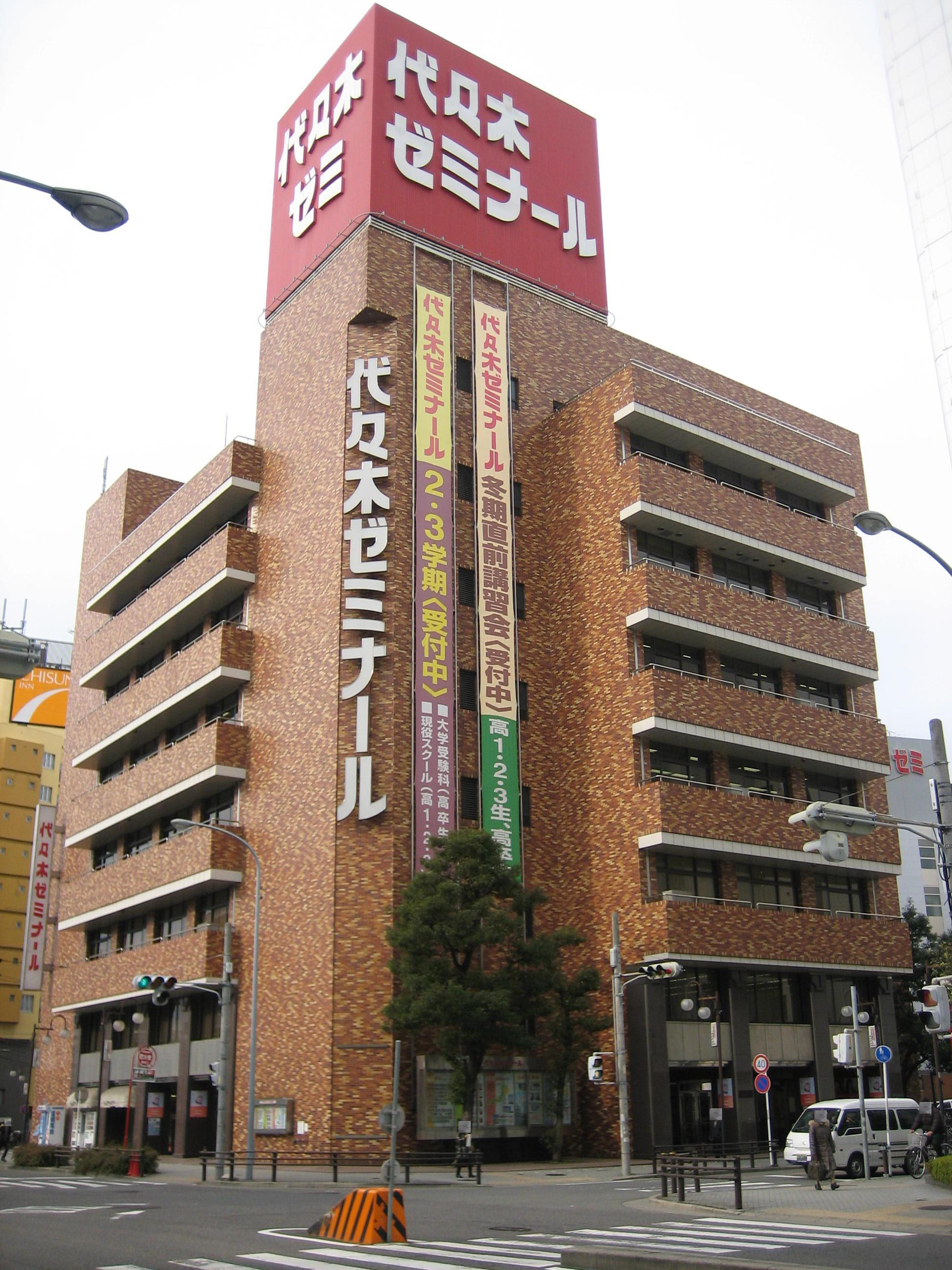
旧代々木ゼミナール名古屋校。
本館跡地に「ベルヴュオフィス名古屋」が建設された。

1979年に開校した代々木ゼミナール名古屋校本館が解体された跡地に、同校を運営する学校法人高宮学園により建設され、2016年に竣工した。高層部の市松模様の窓配置が外観上の特徴となっている。代々木ゼミナール名古屋校は、隣接するB館にて授業を行っている（2021年現在）。
高層部には名鉄イン名古屋駅新幹線口が入居する（後述）。1階にはローソンと松のやが出店する。
1階から5階にかけては、ティーケーピーの貸会議室「TKPガーデンシティPREMIUM名駅西口」が入居する。

## 名鉄イン名古屋駅新幹線口
1階および6階から23階にかけては、建物所有者である高宮学園から名鉄都市開発が賃借し、名鉄イン株式会社に転貸する形でホテル「名鉄イン名古屋駅新幹線口」が営業している。客室はモデレート233室、スーペリア60室、モデレートツイン11室、スーペリアツイン8室、ユニバーサルツイン1室の計313室。